# Campanula pamphylica
Campanula pamphylica är en klockväxtart som först beskrevs av Contandr., Quézel och Pamukç., och fick sitt nu gällande namn av Akçiçek och Vural. Campanula pamphylica ingår i släktet blåklockor, och familjen klockväxter.
Artens utbredningsområde är Turkiet.

## Underarter
Arten delas in i följande underarter:
- C. p. afyonica
- C. p. pamphylica